# Stazione di Fabrica di Roma (ASTRAL)
La stazione di Fabrica di Roma è una stazione ferroviaria posta sulla ferrovia Roma-Civita Castellana-Viterbo. Serve il comune di Fabrica di Roma, in provincia di Viterbo, che fino al 1994 risultava servito anche dall'omonima stazione di Fabrica di Roma gestita dalle Ferrovie dello Stato Italiane.
Dal 1º luglio 2022 è gestita da ASTRAL.

## Storia
La stazione venne inaugurata il 9 ottobre 1912 in concomitanza all'attivazione del troncone proveniente da Civita Castellana della linea per Viterbo. Il 16 dicembre la ferrovia venne prolungata fino a Vignanello.

## Strutture e impianti
La stazione dispone di un fabbricato viaggiatori, di un piccolo fabbricato per i servizi igienici e di uno scalo merci. Questo dispone di un magazzino, di un piano caricatore e di un tronchino di accesso usato per l'accantono del materiale rotabile. Il piazzale conta, oltre al tronchino, due binari serviti da banchina per il traffico passeggeri.
In direzione Viterbo è presente un raccordo elettrificato con la stazione FS, dal 1994 senza traffico, usata come deposito per il materiale rotabile come vagoni, carri cantiere e locomotive.

## Movimento
La stazione è servita dai treni regionali svolti da Cotral nell'ambito del contratto di servizio con la regione Lazio.

## Servizi
La stazione dispone di:
- Servizi igienici

## Interscambi
- Stazione di Fabrica di Roma (FS) (non attiva)